# Werner Buttgereit
Werner Buttgereit (* 15. Juni 1959 in Millingen) ist ein ehemaliger deutscher Fußballspieler.

## Karriere
Der Abwehrspieler Buttgereit unterschrieb seinen ersten Profivertrag 1977 beim MSV Duisburg, mit dessen A-Jugend er gerade Deutscher Meister geworden war. Bei den Duisburgern wurde er ab 1978 sporadisch eingesetzt, als Stammspieler durchsetzen konnte er sich jedoch erst nach einem kurzen Abstecher zu Rot-Weiß Oberhausen und nach seinem Wechsel zu Bayer 05 Uerdingen. Mit der Krefelder Mannschaft um Matthias Herget, die Brüder Friedhelm und Wolfgang Funkel, Werner Vollack und Horst Feilzer feierte er dann seine größten Erfolge. 1985 wurde er im Finale des DFB-Pokals gegen den FC Bayern München Deutscher Pokalsieger, erlebte furiose Spiele im Europapokal der Pokalsieger und erreichte mit Uerdingen den dritten Platz in der Bundesligasaison 1985/86. Insgesamt bestritt Werner Buttgereit 136 Spiele im deutschen Fußball-Oberhaus und erzielte sechs Tore. In der 2. Bundesliga kam er auf 92 Einsätze und erzielte drei Tore.
Seine aktive Laufbahn ließ Buttgereit in der Oberliga Nordrhein beim 1. FC Bocholt ausklingen. 1991 wechselte er als Spielertrainer zum SV Vrasselt, betreute in späteren Jahren unter anderem die A-Jugend-Mannschaft des MSV Duisburg und arbeitete im Seniorenbereich beim damaligen Verbandsligisten Olympia Bocholt, ehe er vor der Saison 2008/09 das Amt des Assistenztrainers beim Regionalligisten 1. FC Kleve übernahm. Nach der Trennung von Cheftrainer Arie van Lent Anfang März 2009 wurde auch Buttgereit von seinen Aufgaben entbunden. Zur neuen Saison in der NRW-Liga wurde er jedoch beim 1. FC Kleve wieder als Co-Trainer unter dem neuen Trainer Georg Kreß eingestellt.
Werner Buttgereit betreibt überdies eine Fußballschule. Er ist Inhaber der Trainer-A-Lizenz für Junioren und der A-Lizenz für Senioren und war zudem am DFB-Stützpunkt-Niederrhein tätig.
Sein Sohn Fabian spielt ebenfalls Fußball: bis 2010 in der NRW-Liga für den 1. FC Kleve, anschließend in der Oberliga Niederrhein für den SV Hönnepel-Niedermörmter.